# Darren Manning
Darren Manning (Knaresborough, 30 de abril de 1975) é um automobilista inglês.

## Carreira

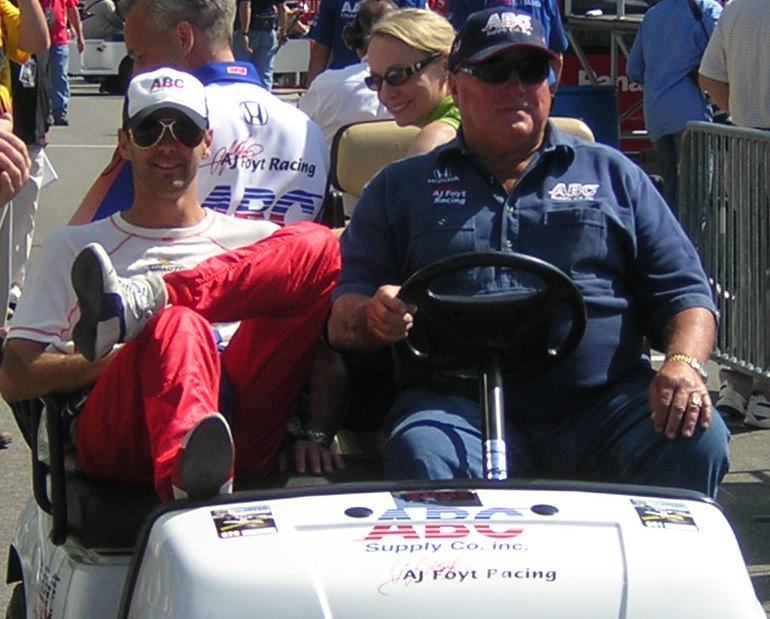
Manning (esquerda) e seu chefe de equipe A.J. Foyt nas 500 milhas de Indianápolis de 2007

Manning, assim como outros pilotos, iniciou a carreira pilotando karts aos dez anos de idade, competindo em eventos da modalidade. Em 1992, corre na Fórmula First Winter Series, onde vence duas provas.
No ano seguinte, compete na Fórmula Vauxhall, pela qual disputou até 1995, quando foi para a Fórmula 3 Inglesa, ficando por mais dois anos. Em 1998, faz apenas aparições esporádicas.
Em 1999, sagra-se campeão da Fórmula 3 All-Japan, tendo o melhor desempenho no Grande Prémio de Macau desde o feito do brasileiro Ayrton Senna (pole, liderança durante toda a corrida e volta mais rápida).

## Test-driver na F-1 e passagem pela Fórmula 3000
No ano de 2000, Manning assinou com a equipe BAR para ser piloto de testes do time. No mesmo ano, compete na Fórmula 3000 pela equipe Arden Team Russia, onde obtém três pódios, suplantando seu companheiro de equipe, o russo Viktor Maslov.

## CART/Champ Car
Sem chances em disputar outra temporada de F-3000 ou correr na Fórmula 1 em 2002, Manning disputa provas da ASCAR, disputando uma única prova da CART (futura Champ Car), pela equipe Team St. George/Dale Coyne: o GP  de Rockingham, onde completa em nono lugar.
Mesmo disputando apenas uma corrida, o desempenho chamou a atenção da tradicional equipe Walker, que o contrata em 2003 - o mexicano Roberto González tinha sido escolhido antes, mas não agradara nos testes. Os melhores resultados obtidos por Manning foram um quarto lugar no GP de Milwaukee, um quinto em Vancouver e um pódio (único dele na CART), no GP de Surfer's Paradise. No total, o inglês marcou 103 pontos, fechando a temporada em nono lugar. Isso, no entanto, não foi suficiente para a Walker mantê-lo no time.

## IRL, A1 GP e ALMS

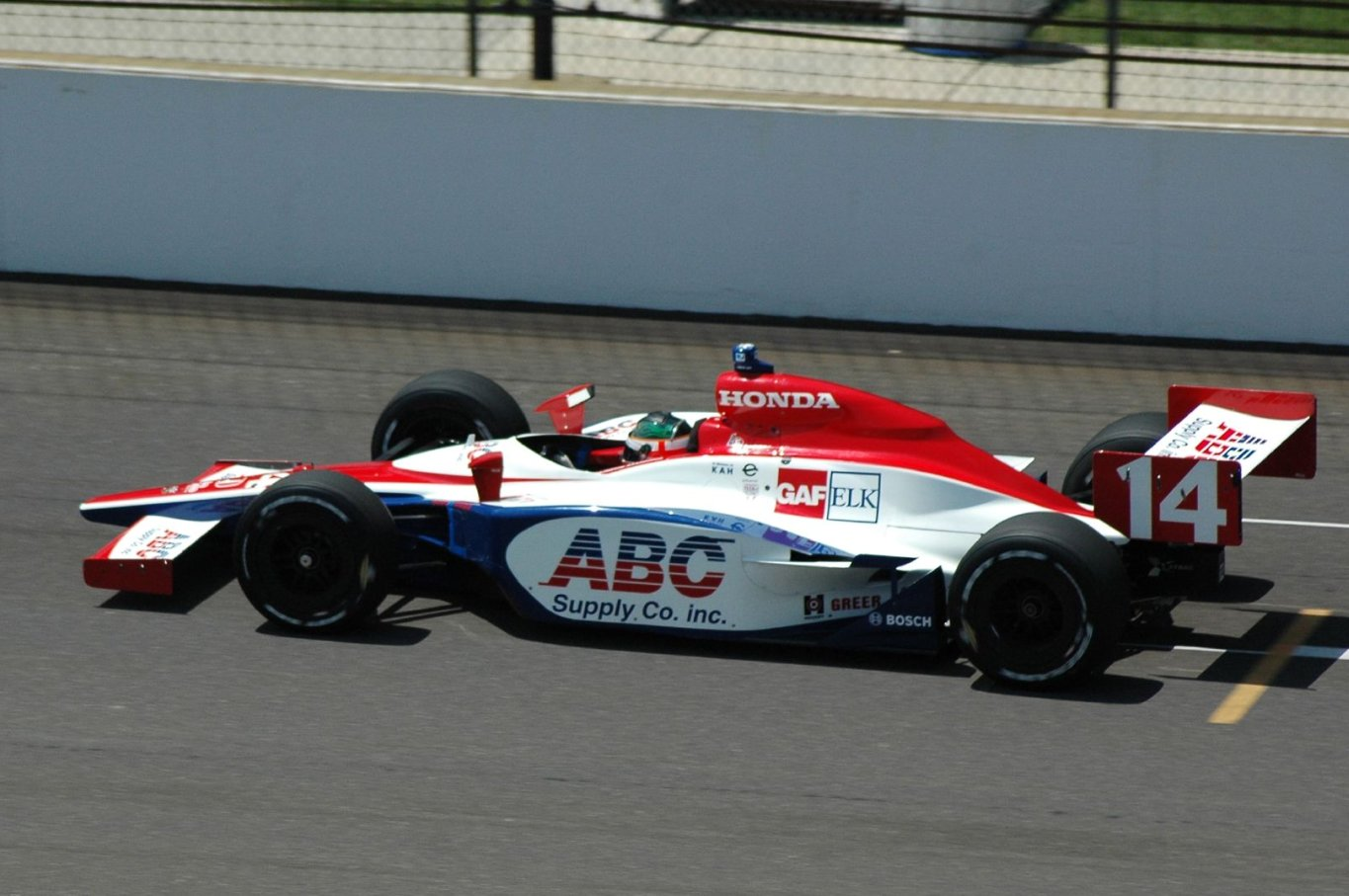
Carro de Darren Manning na IndyCar Series em 2008.

Dispensado da Walker, Manning assina com a equipe Chip Ganassi na IndyCar Series (então, IRL), e tem um desempenho satisfatório no início da temporada, mas tendo três quartos lugares como melhor resultado.
Permanece na Ganassi em 2005, tendo um desempenho irregular: vigésimo-primeiro lugar, com 186 pontos, e um sexto lugar em Homestead como melhor desempenho na temporada.
Sem vaga na IRL em 2006, Manning disputa duas corridas da A1 Grand Prix (China e Nova Zelândia), tendo bom desempenho em ambas (terceiro lugar). 
Em 2007, participa da American Le Mans Series, onde termina em décimo-sexto lugar no geral. Volta à IRL no mesmo ano pela equipe Foyt, onde obtém seu único pódio na categoria (e o segundo, considerando a unificação com a CART), no GP de Watking Glen.
Manning, fora dos planos da Foyt, é contratado pela Dreyer & Reinbold, onde não teve boa passagem, tendo sido dispensado após o GP de Long Beach. Sua vaga foi ocupada, inicialmente, pelo nipo-americano Roger Yasukawa, e a partir daí, o carro #23 seria utilizado por Milka Duno e Tomas Scheckter.
A última aparição de Darren em uma corrida de maior relevância foi em 2010, quando disputou as 24 Horas de Daytona pela equipe Daytona Motorsport.